# Pliegos de Yuste
Pliegos de Yuste es una revista de pensamiento y cultura europeos, que comenzó a editarse en octubre de 2002.
Pliegos de Yuste es una publicación de la Fundación Academia Europea de Yuste, de periodicidad semestral. Dirigida por José Antonio Cordón García, profesor de la Universidad de Salamanca, sus números se articulan en torno a un tema monográfico, que constituye el grueso de la publicación, y a una serie de contribuciones de carácter artístico y literario. Ambas partes pretenden recoger las corrientes de pensamiento y de creación generadas desde y sobre Europa, pues uno de los fundamentos de la revista es la huida del Eurocentrismo como categoría epistemológica, dándole especial importancia a las visiones periféricas en la convicción de que muchas veces son las más idóneas para alcanzar la perspectiva adecuada. En sus distintos números han colaborado autores de la talla de Ilya Prigogine, Joaquim Veríssimo Serrão, Mario Bunge, José Ovejero, Eugénio de Andrade, Fernando Arrabal, Josep Fontana, Luciano González Egido, Lucilio Santoni, Wilfried Martens, Bronislaw Geremek, Álvaro Valverde, Eugene A. Nida, Miguel Sáenz, Pollux Hernuñez, Abram de Swaan, Margarita Salas, Alain Touraine, Umberto Eco, Jorge Sampaio, Ján Figel, Peter Piot, Fernando Romera, Bernat Soria, Ruy Belo o Luis Alberto de Cuenca, entre otros. 

## Formatos
Pliegos de Yuste se publica en soporte impreso y en soporte digital. La revista digital está accesible en abierto (http://www.pliegosdeyuste.eu) Conserva la estructura de la revista impresa con algunos valores añadidos. Los artículos que aparecen en lenguas diferentes del español en la revista impresa figuran traducidos en la edición en línea. En la edición electrónica de la revista, además, aparecen contribuciones que, por motivos de espacio, y con igual calidad, no han tenido cabida en la revista impresa. Igualmente figuran en extenso algunos artículos que en la edición impresa se han publicado con menor extensión.

## Estructura
La versión impresa de la revista cuenta con las siguientes secciones:
- El Timón es una entrevista a uno de los participantes en el monográfico, que abriría o cerraría el mismo, orientando o recapitulando lo expuesto.
- Monográfico. Está compuesto por información objetiva de carácter ensayístico, documental y estadístico, cuyo objetivo es el de aportar al tema analizado datos suficientes sobre los que basar las opiniones.
- La Crítica es un ensayo literario bien en torno a una obra, un autor, una generación, o la comparación de varias obras.
- La Tercera cultura sería una tribuna dedicada especialmente a pensadores del ámbito de las ciencias preferentemente, que pueden realizar artículos de fondo sobre la situación actual de la disciplina.
- La Creación. Sección dedicada a autores literarios que pueden alternar o no la presentación de textos inéditos de poesía o prosa.
- Estéticas presenta reflexiones ensayísticas en torno a diferentes aspectos del mundo del arte.
- Columna de Yuste. Representa dentro de la revista el espacio reservado para los académicos de la Fundación Academia Europea de Yuste.
- Memoria de Clío. Sección de la revista dedicada a la reflexión sobre algún tema relacionado con la historia de Europa
- Nuestros Clásicos. Esta sección está dedicada al análisis y glosa de alguno de los textos fundacionales de la Unión Europea o de alguno de los pensadores que han contribuido a ello. Su pretensión es ir elaborando el canon de los textos europeistas.

La edición digital además de las anteriores secciones presenta otras que la diferencian y le confieren un valor añadido.
- Contribuciones libres. Son aportaciones que deben mantener cierto nivel intelectual y académico, pero con un perfil más arriesgado y/o novedoso; deben estar ligadas al tema monográfico de la versión impresa; pueden servir a lo largo del año/trimestre como antesala del tema monográfico de la versión impresa o como desarrollo a posteriori/en un sentido interactivo (pero de manera más pausada/pensada, más enfocada que los perfiles probables de los contenidos resultantes de las secciones de foros/cartas): por lo tanto, interactúan con los argumentos expuestos por los colaboradores principales cuyas contribuciones se editan en la versión impresa por gozar sus autores de mayor prestigio social/político/intelectual.
- Textos recuperados. Son textos que no conllevan derechos de autor, y que contribuyen a una mayor comprensión de la riqueza del pensamiento europeo en cualquier disciplina, y que sirven para subrayar la importancia de la singularidad y particularidad de las aportaciones de todos los idiomas (la diversidad lingüística entendida de la misma manera que la biodiversidad, con todas las ventajas que conlleva esta última aplicada a la cultura y la historia de los pueblos europeos), a la vez que permiten a los no-especialistas entender la tesis/sentido e importancia del texto expuesto en relación con el conjunto de las naciones, sin importar la disciplina en sí del lector; deben incluir un texto de presentación que sitúa los contenidos con claridad, tanto histórica- como culturalmente, un resumen, una versión original, y tantas traducciones a otros idiomas como resulta factible; pueden buscarse dentro de proyectos de difusión literaria desarrollados por profesores españoles nativos que trabajan en los Institutos/Aulas Cervantes en colaboración con alumnos de cada país que se encuentran en programas de dicha institución.
- Reseñas:Informativas, críticas, reseña europea. Promueven el conocimiento europeo de la actualidad del pensamiento; esta sección puede estar patrocinada por editoriales interesadas en dar a conocer sus contenidos a la vez que desarrollar un entorno de intercambio y osmosis intelectual ligado a productos culturales tradicionales; pueden hacer referencia a contenidos de todo tipo, entendiendo la cultura en su sentido más amplio y popular, no solamente desde el punto de visto propiamente intelectual;

## Consejo asesor
El consejo asesor de la revista está compuesto por personalidades destacadas en todos los ámbitos de la cultura, de las ciencias, las artes y la creación. Se trata de un elenco de personalidades, con varios premios Nobel entre ellas, que colaboran activamente en el desarrollo de los contenidos de la revista. Sus miembros son:
Peter Shaffer, 
Heinrich Rohrer, 
Umberto Eco, 
José Saramago, 
Reinhard Selten, 
Ursula Lehr, 
Edoardo Vesentini, 
Gilbert Traush, 
Gustaaf Janssens, 
Manuel Fernández Álvarez, 
Marcelino Oreja, 
Abram de Swaan, 
Joaquim Veríssimo Serrão, 
Antonio López García, 
Alain Touraine,
Zsusanna Sandorne Ferge,
Brosnilaw Geremek,
Peter Piot,
Edgar Morin,
Valentín Fuster,
Maria João Pires,
Antonio Tabucchi,
Paul Preston,
Pedro M. Cátedra, 
Antonio Colinas,
Josefina Cuesta, 
Félix Duque, 
Robert Estivals, 
Josep Fontana, 
Póllux Hernúñez
José Martínez de Sousa, 
Xabier Pikaza, 
Miguel Ángel Quintanilla
Cuenta además con la asesoría del director de la Fundación Academia Europea de Yuste, Antonio Ventura Díaz, y de los miembros de la Fundación Miguel Ángel Martín Ramos, José Matías Sánchez Gonzáles y Luís Angel Ruiz de Gopegui Santoyo.
- Datos: Q6080735